# Jamin Winans
Jamin Winans é um diretor, escritor, editor, compositor, e produtor de cinema. Seus principais trabalhos são Ink, 11:59, Spin, The Maze e Blanston.